# Marge Gets a Job
«Marge Gets a Job», llamado «Marge consigue un empleo» en España y «Marge consigue empleo» en Latinoamérica, es un capítulo perteneciente a la cuarta temporada de la serie animada Los Simpson, emitido originalmente el 5 de noviembre de 1992. Bill Oakley y Josh Weinstein fueron los escritores, y Jeffrey Lynch el director. En este episodio, Marge consigue un empleo en la planta nuclear y Burns se enamora de ella. La estrella invitada fue Tom Jones.

## Sinopsis
Todo comienza cuando los Simpson van a la fiesta de retiro de un empleado de la Planta, Jack Marley. Según el corto discurso de Jack, él no quería retirarse, pero el Sr. Burns lo había obligado a hacerlo. 
Unos días más tarde, la casa de los Simpson sufre un extraño daño. Estaba notablemente inclinada hacia uno de los lados, y, cuando consultan el precio de la reparación, averiguan que era de 8000 dólares. Al ver que no les alcanzaba el dinero, Marge se presenta a la Planta Nuclear de Springfield para tomar el puesto de trabajo dejado por Jack Marley. Gracias a la creatividad de Lisa para maquillar el currículum de Marge, es contratada para hacer el trabajo. 
Desde su oficina, Burns llevaba a cabo el control de la planta con entusiasmo. Cuando ve a Marge por la cámara, instantáneamente se enamora de ella, y comienza a realizar un plan para conquistarla. Al principio, sigue sus consejos para levantar la moral de la Planta, por ejemplo, hacer un "Día del sombrero gracioso" y pasar música de Tom Jones mientras trabajaban. 
Mientras tanto, Bart, en la escuela, está por tener una prueba, pero no quiere hacerla; entonces, finge que le duele el estómago. Esto causa que la maestra Krabappel, que obviamente no le creía al niño, le pregunte: "¿Bart, has leído el cuento de Juanito y el Lobo?". Bart, al día siguiente, cuando la maestra Krabappel le da la prueba para que la haga, inmediatamente simula que le duelen los ovarios. Cuando el Abuelo lo va a retirar de la escuela, le pregunta si conoce el cuento de Juanito y el Lobo. Bart le responde que es acerca de un niño se divierte diciendo que viene el lobo (el resto no lo recuerda).
Cuando vuelve a la escuela al otro día, Bart es obligado a hacer la prueba. La maestra lo sitúa afuera del salón, le da la prueba y se va. Mientras tanto, en los estudios de Krusty, la grabación de su último programa (lo que es raro ya que es en vivo durante las tardes) va muy mal (Krusty con un ave carroñera en la cabeza). Como invitada, está una experta en vida salvaje, quien había llevado un lobo de Alaska al programa, pero la invitada accidentalmente dice la palabra secreta y el lobo se escapa de miedo y se dirige directo a la Escuela Primaria de Springfield. En la escuela, el lobo ataca a Bart afuera del aula. El niño grita desesperado que hay un lobo, pero la maestra Krabappel, luego de todas las mentiras de Bart, no le cree. El jardinero Willie, sin embargo, rescata a Bart, luego de que el lobo le había hecho mucho daño. Pese a esto, nadie le cree a Bart que había sido atacado por un lobo por lo que se ve obligado a confesar la verdad sobre sus supuestas enfermedades. El Abuelo, luego, lo lleva al hospital, mientras el lobo termina cansado y adolorido porque Willie ha luchado con lobos desde hace tiempo.
Mientras tanto, el Sr. Burns intenta seducir a Marge (incluyendo la ayuda de Tom Jones, quien estaba amenazado), a tal punto que este empieza a parecer un acosador sexual, pero cuando ella le dice que estaba casada, él la despide del trabajo. Marge inicia acciones legales contra Burns, para lo cual contrata al abogado Lionel Hutz, quien pierde el juicio contra Burns (porque se asusta solo con ver a los abogados). 
Sin embargo, el anciano cambia su postura al ver a Homer y darse cuenta de que él también amaba a Marge. El episodio termina con Homer y Marge disfrutando un show privado de Tom Jones en la casa del Sr. Burns.

## Producción
La idea para el episodio la tuvo Conan O'Brien, quien pensó que Marge podría conseguir trabajo en la Planta nuclear y que el Sr. Burns podría enamorarse de ella. A los animadores les fue difícil dibujar a Marge con el traje y el lápiz labial. El director Jeff Lynch dijo que en algunas escenas "Marge parece un monstruo". La historia secundaria original del episodio era que el Sr. Burns le pediría a Homer que se vistiese como Mister Atom para llevarlo a las escuelas a darles charlas a los niños. A los productores les gustó mucho trabajar con Tom Jones como estrella invitada. Dijeron que había sido divertido, y que él había sido muy agradable, ofreciéndoles incluso un concierto privado luego de haber terminado de grabar sus líneas. La escena en el programa de Krusty el Payaso en donde hay animales invitados, es una parodia de los animales invitados de The Tonight Show with Jay Leno. Los animadores originalmente diseñaron tres versiones distintas de Bart luego de que es atacado por el lobo. Eligieron la versión en que se veía menos tétrico, ya que no querían que luciese muy lastimado.